# Izcoatl
Izcoatl, född 1381 (?), död 1440, var aztekernas tlatoani eller härskare 1427-1440. Hans namn på nahuatl betyder obsidianorm. han var son till tlatoanin Acamapichtli och Matlalxochtzin, dotter till Tlatoanin av Azcapotzalco, Tezozómoc. 